# Faye-Ellen Silverman
Faye-Ellen Silverman (Nueva York, NY. 2 de octubre de 1947), es una compositora de música clásica radicada en la Ciudad de Nueva York.

## Vida y educación
Estudió la licenciatura en arte en Barnard College, la maestría en arte en la Universidad de Harvard y Doctorado en Artes Musicales en la Universidad de Columbia. 
Sus composiciones son publicadas por Seesaw Music Corp., una división de Subito Music, y sus grabaciones por Albany, New World Records, Capstone y Crystal Records. Ha recibido premios de la UNESCO, la "National League of American Pen Women", ASCAP, y la Fundación Rockefeller. Ha trabajado en comisiones para el grupo "Edinboro University Chamber Players" (Pensilvania), así como para Seraphim, Philip A. De Simone, Larry Madison y Thomas Matta entre otros. 
Ha dado clases en Columbia, varias escuelas de la Universidad de la Ciudad de Nueva York (CUNY por sus siglas en inglés), Goucher College, el Instituto Peabody the la Universidad Johns Hopkins y el Festival Musical de Aspen.
Actualmente es parte de la facultad de Mannes College the New School for Music y Eugene Lang College The New School for Liberal Arts. También es miembro fundador de "Music Under Construction", y de la "International Women’s Brass Conference". Entre sus publicaciones escritas, se encuentra la sección Siglo Veinte del libro de historia de la Música "Schirmer History of Music", utilizado en la mayoría de los conservatorios en Estados Unidos, además de varios artículos.

## Otros Sitios
- Página oficial de Faye-Ellen Silverman's
- Subito Music
- Manhattan Stories (Albany Records)
- Biografía de Silverman en Mannes
- Silverman en New World Records (pdf)

+Todas las referencias están escritas en inglés
- Datos: Q515472